# Штендер, Григорий Михайлович
Григо́рий Миха́йлович Ште́ндер (25 мая 1927, Киев — 17 августа 1992, Новгород) — советский и российский архитектор-реставратор, историк архитектуры, художник. Кандидат архитектуры (с 1985), профессор Новгородского университета (с 1989). Один из создателей новгородской реставрационной школы. Автор многих публикаций по теории и практике реставрации (более 60-ти).
Член Союза архитекторов и Союза художников РСФСР, заслуженный работник культуры РСФСР. Лауреат Государственной премии Российской Федерации (посмертно, 1996).

## Биография
В 1953 году, после окончания Киевского инженерно-строительного института, Г. М. Штендер и его жена Спивак И. А. приехали в Новгород по распределению, оставшись в дальнейшем в этом городе с уникальными памятниками древнерусской архитектуры на всю жизнь.
В 1950-х—1990-х годах Г. М. Штендер изучал и восстанавливал архитектурные памятники Новгорода, Чернигова, Смоленска, Пскова, Старой Ладоги, Киева, Полоцка и других городов бывшего СССР. В самом Новгороде им были изучены более 30 храмов, монастырских построек, гражданских строений, в числе которых и Софийский собор, часть новгородской кремлёвской стены.
Дети: Штендер Вадим Грицевич, Штендер Ирина Грицевна
Похоронен на Рождественском кладбище в Новгороде.

## Память
В 1993 году в Новгороде состоялась первая научно-практическая конференция, посвящённая памяти Г. М. Штендера.
15-18 апреля 2003 года в Великом Новгороде состоялась вторая научно-практическая конференция «Проблемы изучения и реставрации памятников древнерусской архитектуры и монументального искусства», посвящённая памяти архитектора-реставратора Г. М. Штендера.
18 мая 2007 в залах Государственного музея художественной культуры Новгородской земли открылась выставка памяти Григория Михайловича Штендера, посвящённая 80-летию со Дня рождения учёного и художника. На открытии выставки присутствовали родные и близкие Штендера, люди, работавшие вместе с ним, почитатели его таланта. Инесса Александровна (вдова художника) передала музею несколько работ Григория Михайловича, а также документы, связанные с его жизнью и творчеством.

## Публикации
- Штендер Г. М. Архитектура Новгородской земли ХI–XIII веков: диссертация на соискание ученой степени кандидата архитектуры в форме научного доклада о результатах выполненных и опубликованных исследований, произведенных в процессе реставрационных работ / Академия художеств СССР, Институт живописи, скульптуры и архитектуры имени И.Е. Репина. — Ленинград, 1984.

- Штендер Г. М. Николо-Дворищенский собор ХII в.. — Новгород: Книжная редакция газеты «Новгородская правда», 1958. — (Памятники архитектуры Новгорода).
- Штендер Г. М. Новгородское зодчество. Работы Новгородской реставрационной мастерской за 20 лет // Древнерусское искусство. Художественная культура Новгорода. — М.: Наука, 1968. — 368 с. — (Древнерусское искусство). — 6300 экз. (в пер., суперобл.)
- Штендер Г. М. К вопросу о галереях Софии Новгородской (по материалам археологического исследования северо-западной части здания) // Реставрация и исследования памятников культуры. Вып. 2. — М.: Наука, 1982.
- Западные камеры собора Мирожского монастыря во Пскове // Древнерусское искусство. Художественная культура Х — первой половины XIII в., 1988.
- Новое о композиционном замысле Софийского собора в Киеве // Древнерусское искусство. Художественная культура Х — первой половины XIII в., 1988.